# Alexander Mackenzie (Komponist)

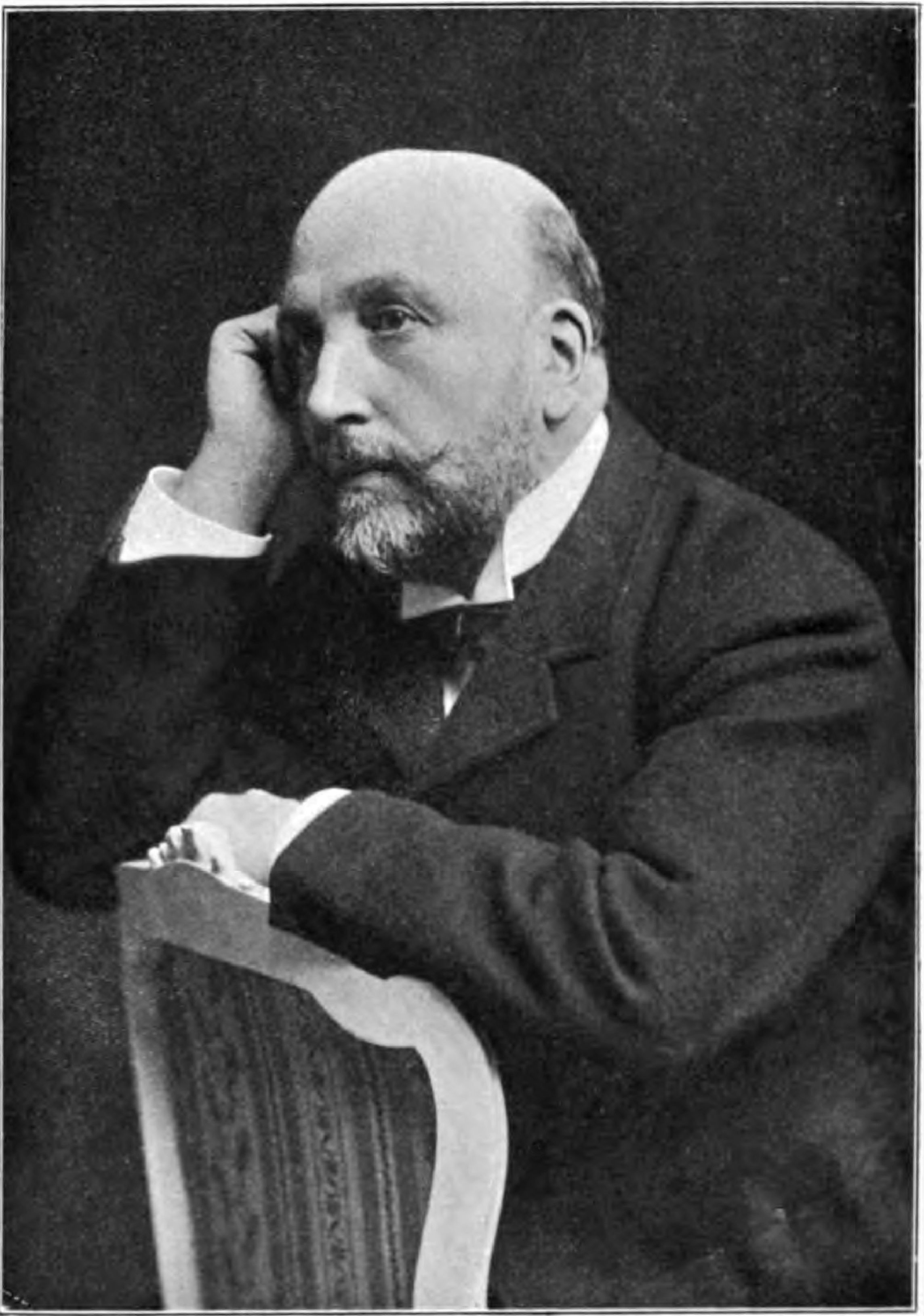
Sir Alexander Mackenzie, 1898

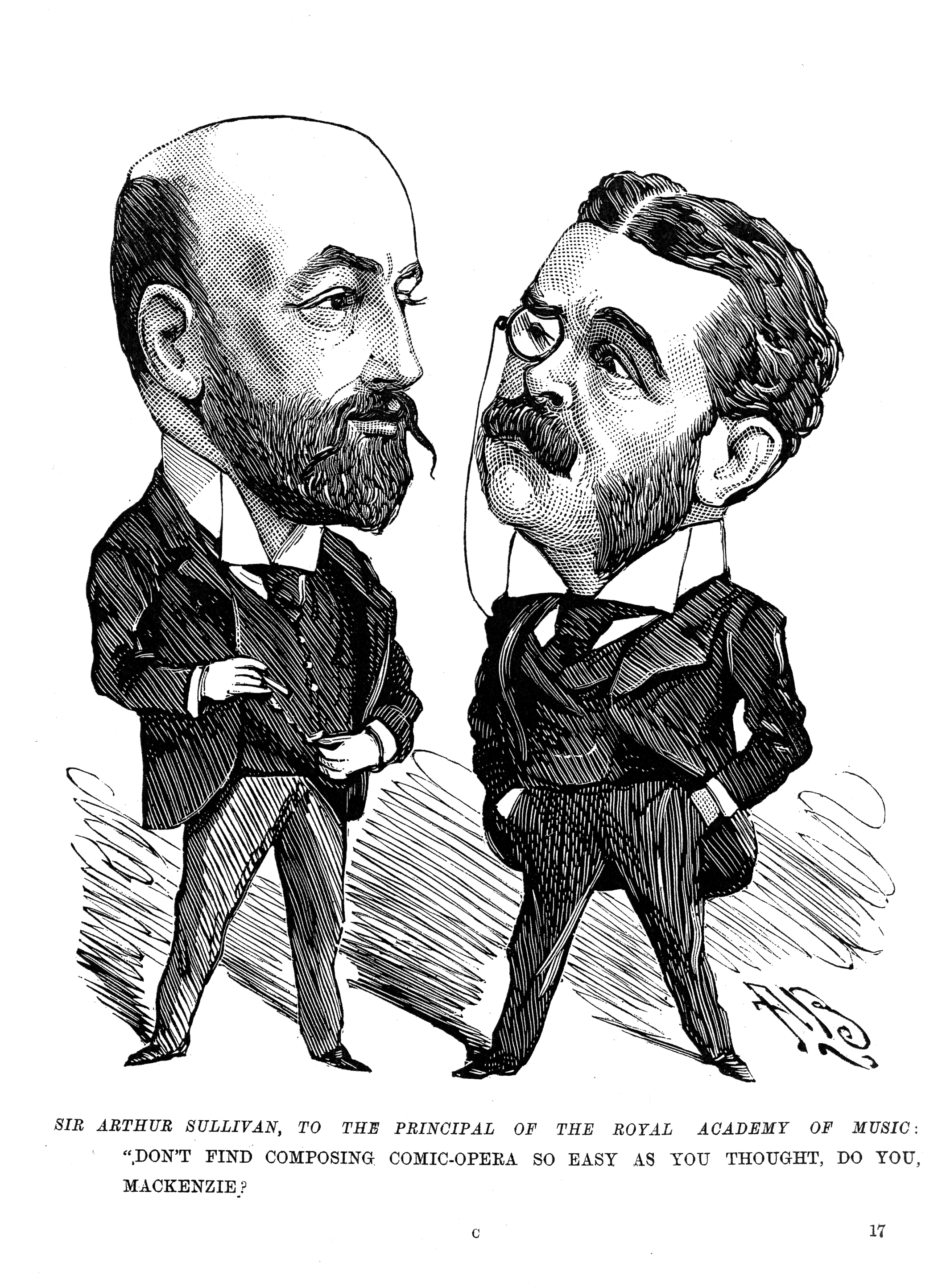
Karikatur von Alfred Bryan (1898), rechts Arthur Sullivan, links Alexander Mackenzie

Sir Alexander Campbell Mackenzie (* 22. August 1847 in Edinburgh; † 28. April 1935 in London) war ein schottischer Komponist und Dirigent und von 1888 bis 1924 Direktor der Royal Academy of Music.

## Leben
Mackenzies Vater (1819–1857), der ebenfalls den Vornamen Alexander trug, war Violinist und Dirigent am Theatre Royal in Edinburgh und gab seinem Sohn ersten Musikunterricht. 1857 wurde der Zehnjährige zur weiteren musikalischen Ausbildung zu dem von Eduard Stein geleiteten fürstlichen Orchester in Sondershausen geschickt. Dort brachte er in der Obhut des Stadtmusikus August Bartel die nächsten fünf Jahre zu. Er besuchte die Realschule; besonderen musikalischen Unterricht erhielt er von dem Konzertmeister und namhaften Geiger Karl Wilhelm Uhlrich (Violine) und vom Dirigenten Stein selbst (Theorie). Er durfte im Orchester eine zweite Geige übernehmen und bei gerühmten Aufführungen von Liszt, Wagner und Berlioz mitwirken. Ab 1862 setzte er seine Studien als Stipendiat an der Royal Academy of Music in London unter anderem bei Prosper Sainton fort, um nach dem Studienabschluss 1865 wieder nach Edinburgh zurückzukehren. Dort wirkte er als Lehrer, Dirigent und Kantor der St George’s Church. Ab den 1870er-Jahren fand er zunehmende Aufmerksamkeit als Komponist; so führte 1878 Hans von Bülow seine Ouvertüre Cervantes in Glasgow auf.
Seit 1879 lebte Mackenzie aus gesundheitlichen Gründen überwiegend in Florenz, wo er sich hauptsächlich der Komposition widmete, zur Aufführung seiner Werke aber auch wiederholt nach England reiste. 1888 wurde er zum Direktor der Royal Academy of Music berufen und hatte diese wichtige Position im englischen Musikleben, in der er nicht nur als Komponist, sondern auch als Lehrer und Dirigent wirkte, bis 1924 inne.
Am 27. Februar 1895 wurde er als Knight Bachelor in den Adelsstand erhoben und am 3. Juni 1922 als Knight Commander des Royal Victorian Order ausgezeichnet.

## Werk
Mackenzies der Spätromantik angehörendes kompositorisches Werk umfasst unter anderem 5 Opern sowie Oratorien und Chorkantaten. Hinzu kommen Orchesterwerke, darunter ein Violinkonzert, teils auch programmatischen oder nationalen Charakters, z. B. drei Scottish Rhapsodies und ein Scottish Concerto for Piano. Außerdem schrieb Mackenzie Kammermusik, Klavierwerke und Lieder.
1927 wurden Mackenzies Memoiren unter dem Titel A Musician’s Narrative bei Cassell in London veröffentlicht.

## Opernwerke
- Colomba (1883)
- The Troubadour (1886)
- The Cricket on the Hearth (1914)
- The Eve of St. John (1924)